# Анвар Шах Кашмири
Саййид Мухаммад Анвар Шах ибн Му’аззам Шах Кашмири (урду ‎سيد محمد انور شاه بن معظم شاه کشمیری‎, араб. سيد محمد أنور شاه بن معظم شاه الكشميري الهندي‎; 26 ноября, 1875 — 28 мая 1933) — исламский  ученый из бывшей Британской Индии. За время своей карьеры он преподавал в ряде ведущих вузов, в том числе Дарул Улум Деобанд, в котором находятся ворота, названные в его честь. Написал много книг об исламе, которые были опубликованы на арабском и персидском языках.

## Биография
Анвар Шах Кашмири был уроженцем Кашмира. Родился 27 Шавваля 1292 года по хиджре (1875 год), в семье потомков пророка Мухаммада. В возрасте четырёх с половиной лет он начал читать Священный Коран под руководством своего отца, мауланы саййида Му’азама Али Шаха. Ему было четырнадцать лет, когда он уехал в медресе Хазара. В 1893 году поступил в Деобанд. В 1896 году пошел учиться к Рашиду Ахмаду Гангохи и кроме получения права обучения хадисам, он также приобрел эзотерические знания.
После окончания Дарул Улум он некоторое время преподавал в медресе Аминия в Дели. В 1903 году отправился в Кашмир. Там, в своём районе, он открыл медресе имени Фаиз-е А’ам. В 1905 году отправился в хадж. В 1909 году вернулся в Деобанд. До 1915 года бесплатно обучал хадисоведению. В течение почти 12 лет был попечителем Дарул Улум. В 1927 году отправились в медресе Дабхел в Западной Индии, где до 1932 года обучал хадисам.
В 1887 году оставил свою семью и переехал в медресе в Индии. В 1889 году он в Деобанде, где он учился в Дарул Улюм. В 1894 году начал изучать хадисы и продолжил работу над их изучением в Гангохе.
В 1908 году Шах женился на женщине из Гангох. У супругов было три сына и две дочери. Его старший сын Азар Шах и младший сын Анзар Шах Кашмири стали руководителями Дар-уль-Улум Деобанд. В 1933 году Шах заболел и отправился в Деобанд за медицинской помощью. Там он продолжил обучать студентов вплоть до самой смерти, 28 мая 1933 года.

## Богословская деятельность
Свою карьеру он начал в качестве преподавателяв медресе Аминия в Дели в 1897 году. В 1901 году после смерти матери вернулся в Кашмир. Там он преподавал в медресе Фай’м уже в течение трех лет, прежде чем отправиться в хадж в Мекку и Медину. Посетил руководителя Деобанда Махмуда Хасана, который уговорил его занять место преподавателя в Деобанде. Когда Махмуд Хасан сам впоследствии переехал в Медину в 1908 году, Шах получил место преподавателя хадисов. Он работал там до 1927 года пока у него не случились разногласия с руководством учебного заведения.
С 1929 по 1946 года образовательная академия Маджлис-и-Ильм публиковала труды Шаха по исламу. Его книги также были посвящены Корану, метафизике, фундаментальным исламским убеждениям, фикху, зоологии, политике. Шах также писал стихи и часто писал свои научные труды в стихотворной форме. В 2007 году были опубликованы ранее не издававшиеся статьи и монографии Кашмири.